# 신더 (프로그래밍 라이브러리)
신더(Cinder)는 고급 비주얼 기능을 구현하기 위해 C++로 디자인된 오픈 소스 프로그래밍 라이브러리이다.

## 같이 보기
- 프로세싱 - 자바 기반의 프로그램으로, 전자예술이나 비주얼 디자인 커뮤니티를 위하여 제작되었다.
- 오픈프레임웍스 (C++) - C++ 기반의 창의성 프로그래밍 제작을 위한 라이브러리